# Coppa dell'Asia Centrale 1994
La Coppa dell'Asia Centrale 1994 (ufficialmente denominato Coppa dell'indipendenza dell'Uzbekistan, in uzbeco Futbol boʻyicha 1994-yilgi Oʻzbekiston Mustaqillik kubogi) è stata la seconda e ultima edizione del torneo disputato tra le nazionali di calcio dei paesi dell'Asia centrale. Il torneo si è svolto a Tashkent dall'11 al 19 aprile 1994 ed è stato vinto dall'Uzbekistan.

## Formula
Il torneo si è disputato con la formula del girone all'italiana.

## Storia
Questa seconda edizione venne utilizzata dalla UFF per commemorare il raggiungimento dell'indipendenza del paese ottenuta tre anni prima. Al torneo hanno preso parte le nazionali del Kazakistan, del Kirghizistan, del Tagikistan, del Turkmenistan e dell'Uzbekistan.

## Classifica
| Pos | Squadra      | Pt | G | V | P | S | RF | RS | DR |
| --- | ------------ | -- | - | - | - | - | -- | -- | -- |
| 1.  | Uzbekistan   | 7  | 4 | 3 | 1 | 0 | 9  | 1  | +8 |
| 2.  | Turkmenistan | 5  | 4 | 2 | 1 | 1 | 7  | 5  | +2 |
| 3.  | Kazakistan   | 4  | 4 | 1 | 2 | 1 | 4  | 4  | 0  |
| 4.  | Tagikistan   | 3  | 4 | 1 | 1 | 2 | 2  | 4  | -2 |
| 4.  | Kirghizistan | 1  | 4 | 0 | 1 | 3 | 1  | 9  | -8 |